# Music Row

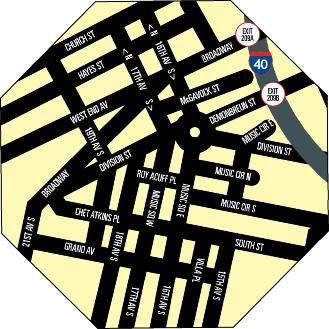
Karte von Music Row

Music Row ist ein historischer Bezirk südwestlich der Innenstadt von Nashville, Tennessee, der zahlreiche Geschäfte im Zusammenhang mit Musik beherbergt, vor allem in den Bereichen Country-Musik, Gospel und zeitgenössische christliche Musik.
Der Music Row befindet sich auf der 16th und 17th Avenue South (Music Square East bzw. Music Square West innerhalb des Music Row-Viertels) und gilt zusammen mit mehreren Nebenstraßen als das Herz der Unterhaltungsindustrie Nashvilles.
In diesem Bereich finden sich die Büros zahlreicher Plattenfirmen, Verlage, Musiklizenzfirmen, Aufnahmestudios, Videoproduktionshäuser und anderer Unternehmen, die der Musikindustrie dienen, sowie Rundfunknetzwerke und Radiostationen.
Manchmal wird der Begriff Music Row als metonymischer Spitzname für die gesamte Musikindustrie verwendet, so wie sich Madison Avenue oft auf die Werbeindustrie bezieht. In den letzten Jahren hat sich der Bezirk durch umfassende historische Erhaltung und lokale wie auch nationale Bewegungen zur Wiederbelebung seiner reichen und lebendigen Geschichte ausgezeichnet. Eine Gruppe, die sich unter anderem für die Erhaltung historischer Musikgebäude und Gebiete einsetzt, ist die Music Industry Coalition, die eng mit der National Trust for Historic Preservation zusammenarbeitet.
Innerhalb der Medien ist das MusicRow-Magazin seit über 30 Jahren eine Ressource der Musikindustrie, die über den Standort berichtet. Lacy J. Dalton hatte in den 1980er Jahren einen Hit über eine der Straßen, 16th Avenue, während das Gebiet 1973 als Namensgeber für Dolly Partons Komposition Down on Music Row diente. Alan Jackson und George Strait hatten 2000 einen großen Hit mit dem kritischen Lied Murder On Music Row, das sich mit der Verwässerung der Country-Musik durch den starken Einfluss der Pop-Musik auseinandersetzt. Die schwedische Country-Sängerin Jill Johnson, die ihre Alben teilweise in Nashville aufgenommen hat, veröffentlichte zwei Werke mit den Titeln Music Row und Music Row II.

## Sehenswürdigkeiten und wichtige Gebäude
- Grand Ole Opry
- Ryman Auditorium
- Country Music Hall of Fame (1967–2000, ab 2001 in Downtown Nashville)
- RCA Aufnahmestudios Studio A und Studio B
- Vanderbilt University
- Owen Bradley Park mit Statue der Country-Legende